# Pere Ponsich i Rondes
Pere Ponsich i Rondes (Perpinyà, Rosselló, 14 de febrer del 1912 - 23 de desembre del 1999) fou un historiador i arqueòleg nord-català.

## Biografia
Estudià a Lió i, a París, a l'École Pratique des Hautes Études, a la Sorbona i a l'École des Chartes, que hagué de deixar per a lluitar a la Segona Guerra Mundial, en la qual fou ferit. Després treballà com a periodista al diari Le Roussillon i, amb Marcel Durliat, fundà la revista d'història i arqueologia mediterrànies Études Roussillonnaises (1951-1957). Fou un dels descobridors del camp d'urnes de Millars.
Fou conservador oficial d'antiguitats i objectes d'art del Rosselló des del 1962 i, des del 1967, del Palau dels Reis de Mallorca. També fou membre de la comissió diocesana d'art sagrat i president fundador de l'Associació per a la Salvaguarda del Patrimoni Artístic i Històric Rossellonès, des del 1969 fou un dels organitzadors de les Jornades Romàniques de Cuixà i ha estat membre del Consell d'Administració del Grup Rossellonès d'Estudis Catalans. Participà sovint en la Universitat Catalana d'Estiu de Prada de Conflent i representà la Catalunya del Nord en el Congrés de Cultura Catalana. Publicà estudis i articles d'història medieval rossellonesa en revistes catalanes i estrangeres i fou membre corresponent de l'Institut d'Estudis Catalans. El 1987 va rebre la Creu de Sant Jordi.

## Obres
- Límits històrics i repertori toponímic dels llocs habitats dels antics països del Rosselló, Vallespir, Conflent, Capcir, Cerdanya, Fenolledes (1980).
- Catalunya Romànica (Enciclopèdia Catalana, volum XIV El Rosselló) amb Géraldine Mallet.
- P. Ponsich, F. Treinen-Claustre Le gisement néolithique de la galerie close de la grotte de Montou en Roussillon, article a Autour de Jean Arnal Montpellier: Recherches sur les premières communautés paysannes en Méditerranée occidentale, 1990 p. 101-121.
- Françoise Claustre, P. Ponsich Complément à l'étude de la céramique néolithique de la galerie close de Montou, article a Études Roussillonnaises 13 (2000), p. 79-96.
- Françoise Claustre, P. Ponsich Compléments à l'étude de la céramique néolithique de la galerie close de Montou, article a Études Roussillonnaises 18 (2001), p. 79-96.
- Els comtats de Rosselló, Conflent, Vallespir i Fenollet, volum VI de Catalunya Carolíngia, a cura de Pere Ponsich.